# Chassal-Molinges
Chassal-Molinges község Franciaország Burgundia-Franche-Comté régiójában, Jura megyében. Új községként 2019. január 1-jén jött létre Chassal és Molinges község egyesítésével. A korábbi községek egyesülésekor az új község lélekszáma 1158 fő lett. Lakosainak száma 1120 fő (2022. január 1.).

## Népesség
| Lakosok száma | 1131 | 1124 | 1123 | 1120 | 1128 | 1120 |
|               | 2017 | 2018 | 2019 | 2020 | 2021 | 2022 |